# Martinsburg (Missouri)
Pour les articles homonymes, voir Martinsburg (homonymie).
Martinsburg est une ville du comté d'Audrain, dans le Missouri, aux États-Unis,. Située au sud-est du comté, elle est incorporée en 1857.

## Démographie
Lors du recensement de 2010, la ville comptait une population de 304 habitants. Elle est estimée, en 2016, à 307 habitants.

## Source de la traduction
- (en) Cet article est partiellement ou en totalité issu de l’article de Wikipédia en anglais intitulé « Martinsburg, Missouri » (voir la liste des auteurs).